# Jan Vermeulen (politicus)
Jan Vermeulen (Deinze, 25 juni 1970) is een Belgisch advocaat en politicus voor de CVP en diens opvolger CD&V.

## Levensloop
Na zijn studies rechten aan de Universiteit Gent en een aanvullende opleiding financiewezen aan de Katholieke Universiteit Leuven werd hij advocaat. Hij heeft een advocatenbureau in Deinze.
Hij is gemeenteraadslid in Deinze sinds 1995 en van 2001 tot 2011 eerste schepen aldaar. Vanaf 1 januari 2012 was hij burgemeester van deze stad, hij volgde in deze hoedanigheid Jacques De Ruyck op. Na de gemeenteraadsverkiezingen van oktober 2024 moest Vermeulen de burgemeesterssjerp afstaan aan zijn partijgenoot en voormalig schepen Rutger De Reu, die meer voorkeurstemmen had behaald dan hij. Hij werd vervolgens weer eerste schepen.